# Nerocila pigmentata
Nerocila pigmentata is een pissebed uit de familie Cymothoidae. De wetenschappelijke naam van de soort is voor het eerst geldig gepubliceerd in 1959 door Bal & Joshi.